# Louis Bouton
Louis Sulpice Bouton (* 12. Januar 1800, andere Quellen 1799 auf Mauritius; † 24. November 1878 in Pamplemousses, Mauritius) war ein französisch-mauritischer Botaniker. Sein offizielles botanisches Autorenkürzel lautet „Bouton“.

## Leben
Bouton war der Sohn von Louis Achille Bouton und Jeanne Celeste Leblanc. Bereits im frühen Alter interessierte er sich für Naturkunde, insbesondere für die Botanik und gegen 1820 hatte er eine umfangreiche naturkundliche Sammlung zusammengetragen. 1824 heiratete er in Port Louis Eliza Le Marchand, die Tochter eines Arztes. Am 11. August 1829 gehörte er neben Charles Telfair, Wenceslas Bojer, Jacques Delisse, Julien Desjardins, François Liénard de la Mivoye, Adrien d’Épinay und Jean-Baptiste Lislet Geoffroy zu den Gründungsmitgliedern der Société d’Histoire naturelle de l’île Maurice. 1830 gründete er gemeinsam mit Bojer das L’Herbier de Bouton in Port Louis, aus dem 1960 das Mauritius Herbarium hervorging. Als Julien Desjardins 1839 seinen Sekretärposten aufgab und nach Frankreich zurückging, wurde Bouton sein Nachfolger. In dieser Position übte er einen starken Einfluss auf die Entwicklung der Botanik, Zoologie und Forstwirtschaft auf Mauritius aus. 1838, unter Gouverneur Sir William Nicolay, veröffentlichte Bouton eine alarmierende Schrift über die Zerstörung der Wälder auf Mauritius, woraufhin im Jahr 1854 die Verordnung Nummer 30 verabschiedet wurde, die die Erneuerung von Wald-, Fluss- und Bergreservaten propagierte. 1845 machte Bouton auf das Totholz im Piton du Milieu und in anderen Wäldern im Distrikt Savanne und im Zentralplateau aufmerksam. Um dieses Totholz sammelte sich stehendes Wasser, was zur Ausbreitung der Mücken und der Malaria führte. Frank Gleadow, ein Forstwirt aus Indien, wurde daraufhin beauftragt, der Malaria-Epidemie durch die Aufforstung mit Eukalyptus und Kiefern Einhalt zu gebieten. Im Dezember 1864 erschien Boutons bekanntestes Buch Les Plantes Médicinales de l’Ile Maurice, was ihm den Beinamen „Medizinmann“ einbrachte und später zum Standardwerk für nachfolgende Botaniker, Pharmakologen und andere Wissenschaftler wurde.
1880, zwei Jahre nach Boutons Tod, errichtete die Royal Society of Arts and Sciences of Mauritius in Pamplemousses eine Steinsäule in Anerkennung seiner bemerkenswerten Verdienste. Sein Name ist auch auf dem Obelisk Liénard im Sir Seewoosagur Ramgoolam Botanical Garden eingraviert. Dieses Denkmal wurde 1860 für diejenigen errichtet, die zur Verbesserung der Landwirtschaft auf Mauritius beigetragen haben.

## Dedikationsnamen
1831 benannte Julien Desjardins die Skinkart Cryptoblepharus boutonii zu Ehren Boutons. 1838 stellte Augustin-Pyrame de Candolle die Gattung Boutonia auf mit Boutonia cruspedata als einziger Art. Diese gilt heute als Synonym für Clerodendrum brunsvigioides Baker. 1981 ehrte der französische Botaniker Francis Friedmann Bouton mit der Pflanzenart Trochetia boutoniana, die seit 1992 als Nationalblume von Mauritius gilt.